# 小暮はな
小暮 はな（こぐれ はな）は日本のシンガーソングライター、ファディスタ(ファド)。
15歳よりうたを創り始め、ライヴハウスなどにて、ギターの弾き語りでうたいはじめる。
2004年8月、1stアルバム『鳥になる日』リリース。
2008年からは、ポルトガルを中心に欧州各地でもライヴを行い、日本語の持つ響きとポルトガル語の響きに惹かれ、歌でその融合を試みている。近年はポルトガルの伝統歌謡、ファドもレパートリーに加え、活動を続けている。
2017年4月、2ndアルバム『AZUL アズール』をリリース。
2023年7月、3rdアルバム『JACARANDA』をリリース。
中川五郎、ひがしのひとし、三浦久、オクノ修、紅龍（上々颱風）、関島岳郎（栗コーダーカルテット）、月本一史、永田雅代ら多くのミュージシャンと共演。

## 経歴
千葉県生まれ。
東京・渋谷アピアはじめ多くのライブハウスなどで歌うとともに、ダンス公演、演劇などの場でも歌を歌い、ステージ経験を積む。
2004年8月、1stアルバム『鳥になる日』発売。関島岳郎プロデュース。
同年8月1日、CD発売記念ライヴを京都のライブハウスで行う。12月3日「京都新聞」夕刊に詩人のひらのりょうこの小暮を題材にした詩が掲載される。
2005年、下村よう子、宮田あずみ、坂巻さよ、水晶とともに女性5人による音楽ユニット「ウタタネ」に参加。同年7月4日から、いとうたかお、オクノ修らをゲストに迎え、漫画家・鈴木翁二がつくった歌を「ウタタネ」が歌ったファーストアルバム『kira kira-そっと夜の国』のリリースを記念して名古屋、京都、東京でライブ開催。
2007年4月15日、栗東芸術文化会館でコンサート「ぼくは帰れないあかりが家に灯っても」開催。
2008年5月、ポルトガルにてライブ。
2009年1月18日、厳しい批評で知られる音楽評論家の富澤一誠がパーソナリティーを務めるエフエムナックファイブの音楽番組「WEEK END PART」で楽曲「空の下で」が放送される。
2017年4月、2ndアルバム『AZUL アズール』をリリース。西日本新聞など地方紙に紹介記事が掲載される。
2023年7月、3rdアルバム『JACARANDA』をリリース。

## 注
1. ↑  「[ttps://www.nishinippon.co.jp/item/o/327848/ 生きて在る素晴らしさ歌う　小暮はな「ＡＺＵＬ」]」『西日本新聞』2017年5月12日、夕刊。
2. ↑  cd『kira kira -そっと夜の国-/ウタタネ』発売記念ライブオフノート公式ブログ